# 卡拉奇大学
卡拉奇大学，为巴基斯坦卡拉奇市的一所公立大学。卡拉奇大学成立于1951年。在校人数约24,000人。

## 历史
1951年，卡拉奇大学成立，当时称作联邦大学。
2022年4月26日，大学遭到自杀式炸弹袭击，俾路支解放军宣布对袭击负责，除袭击者外3名中国孔子学院教师遇难。

## 院系设置
卡拉奇大学包含理学院、药学院、伊斯兰研究学院、管理与行政学院、文学院、法学院。

## 照片

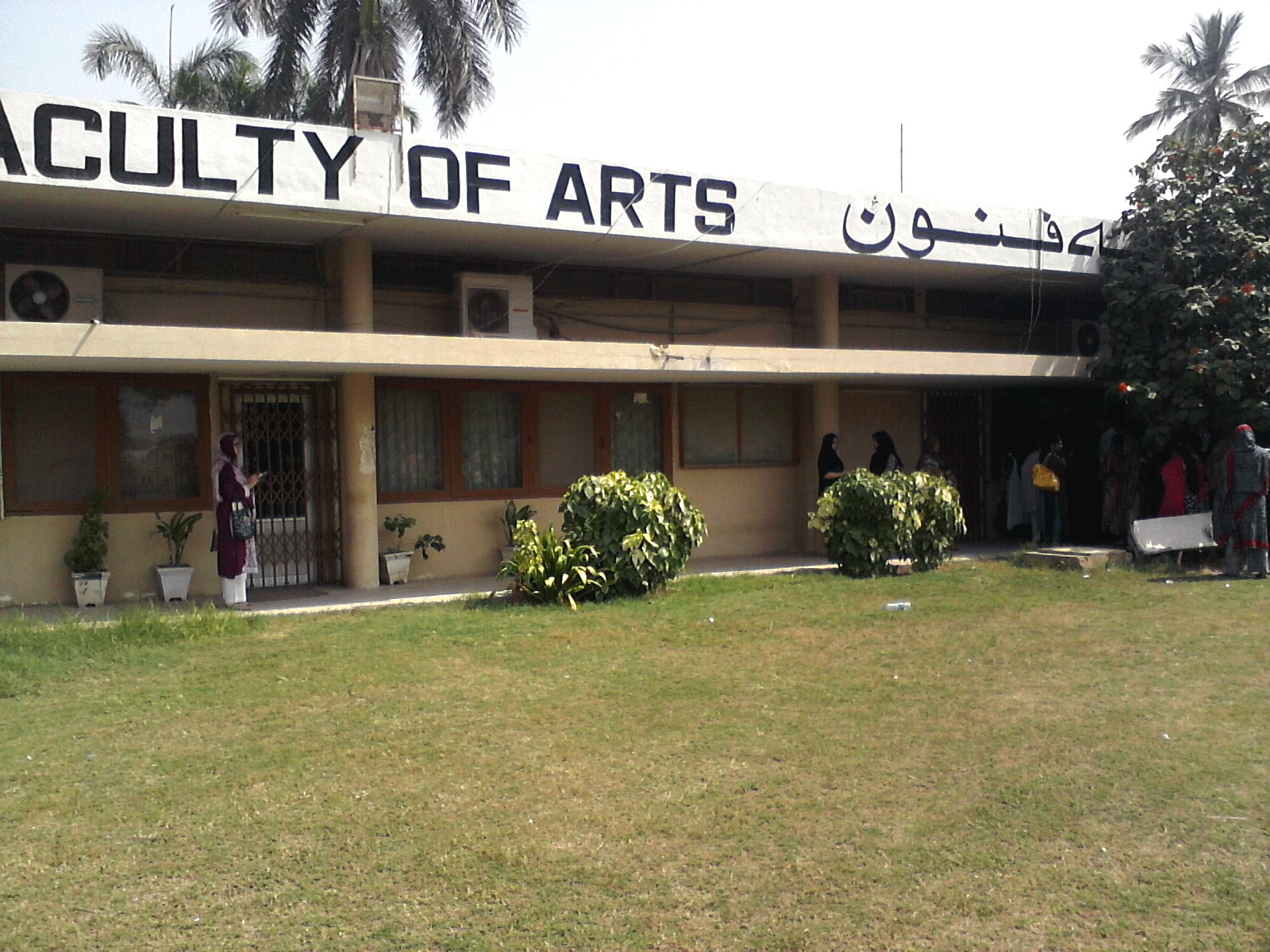
人文系教职人员办公室
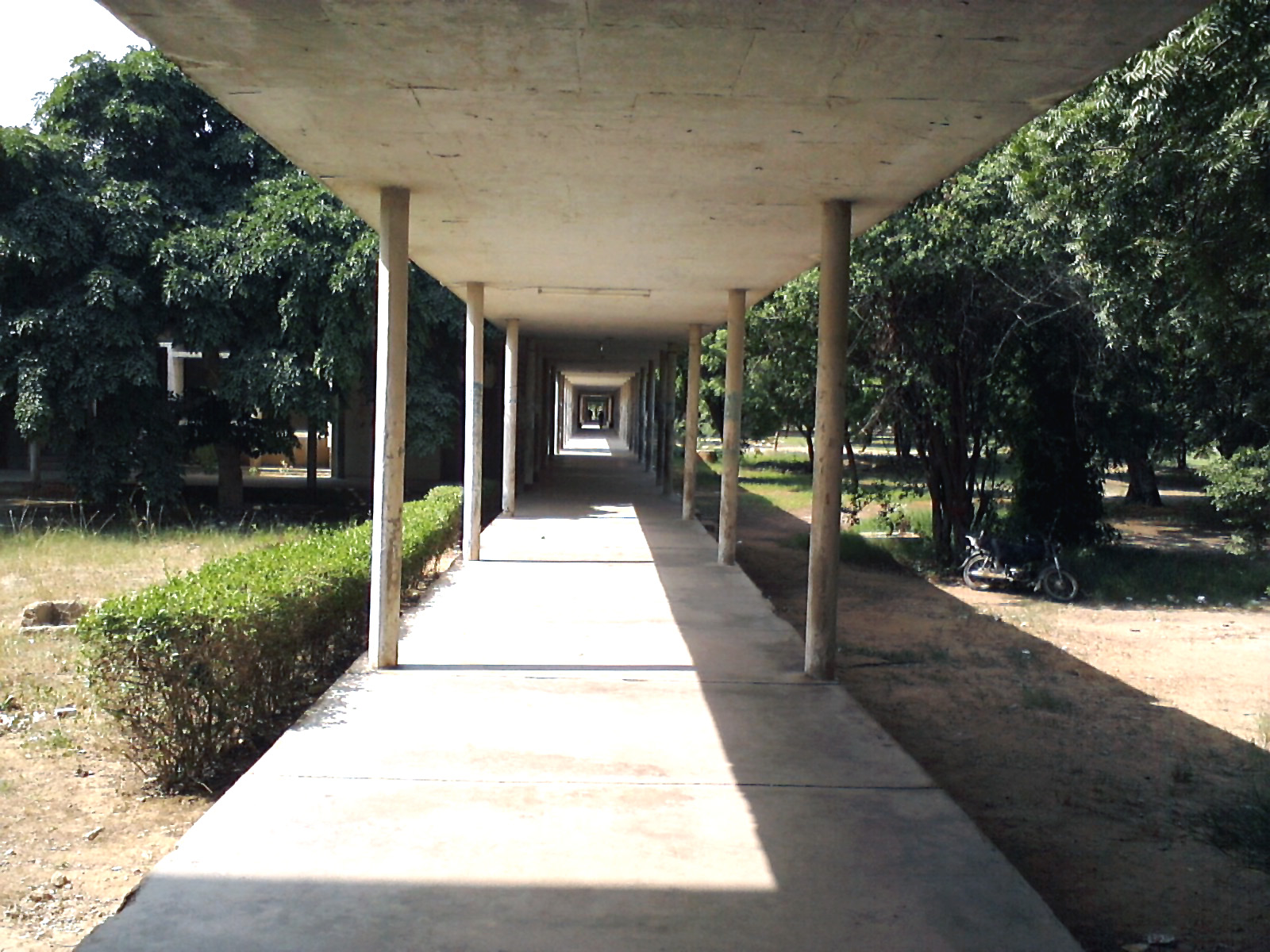
通往艺术系大堂的长廊
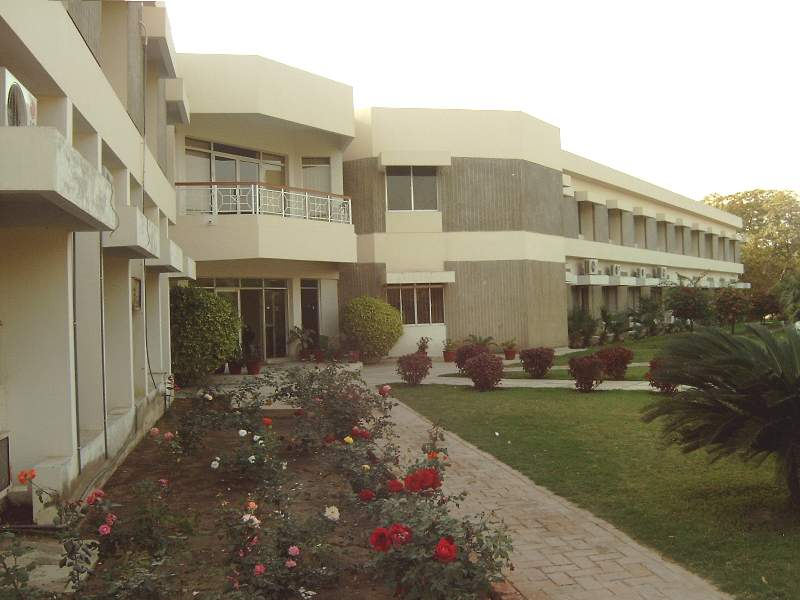
应用经济学研究中心
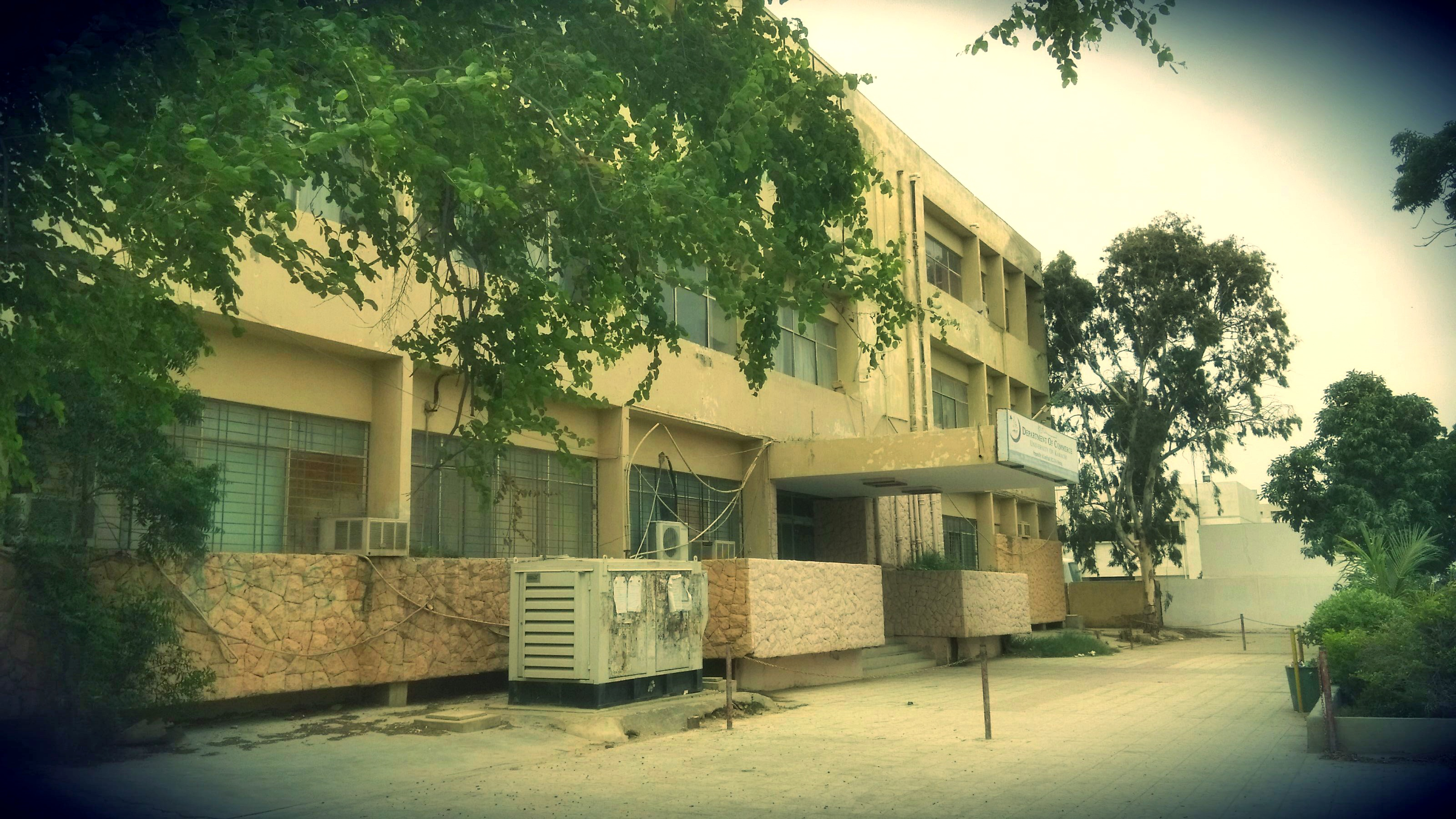
商务系大楼
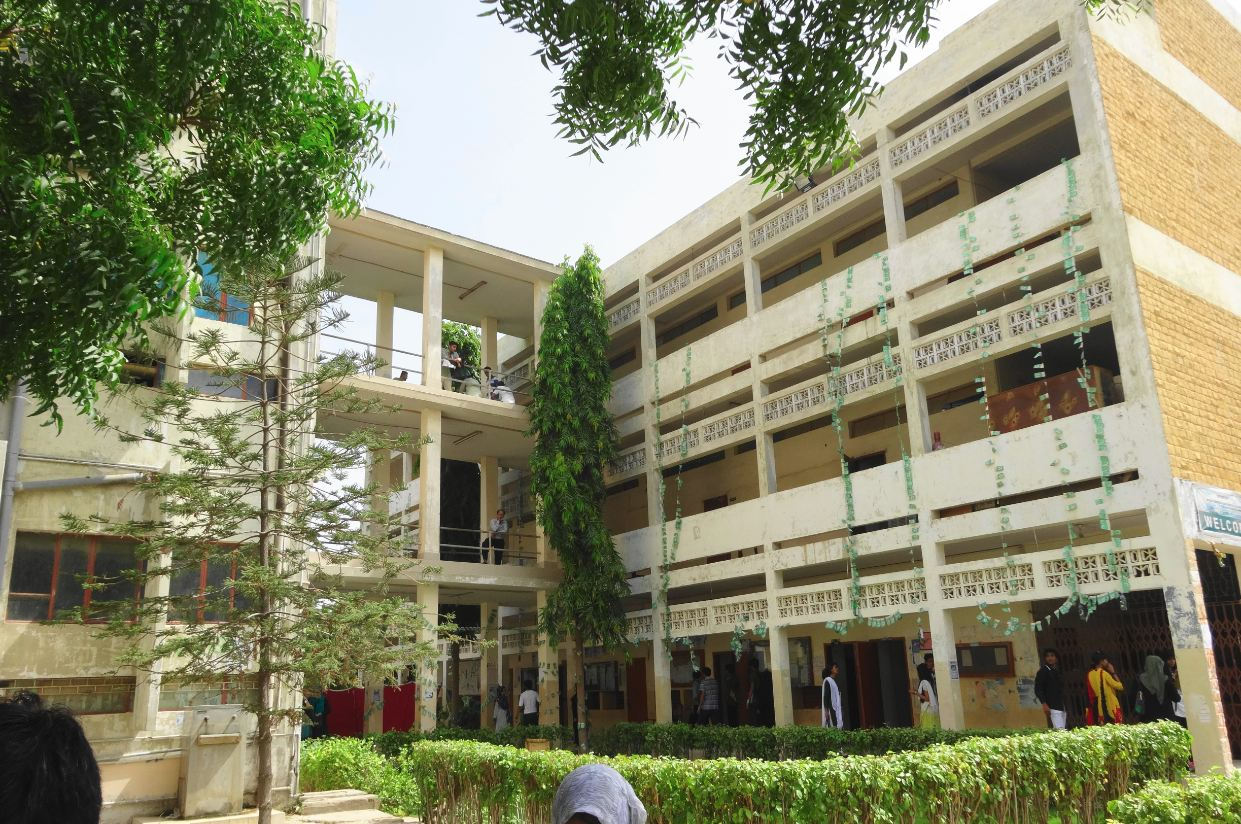
应用化学系
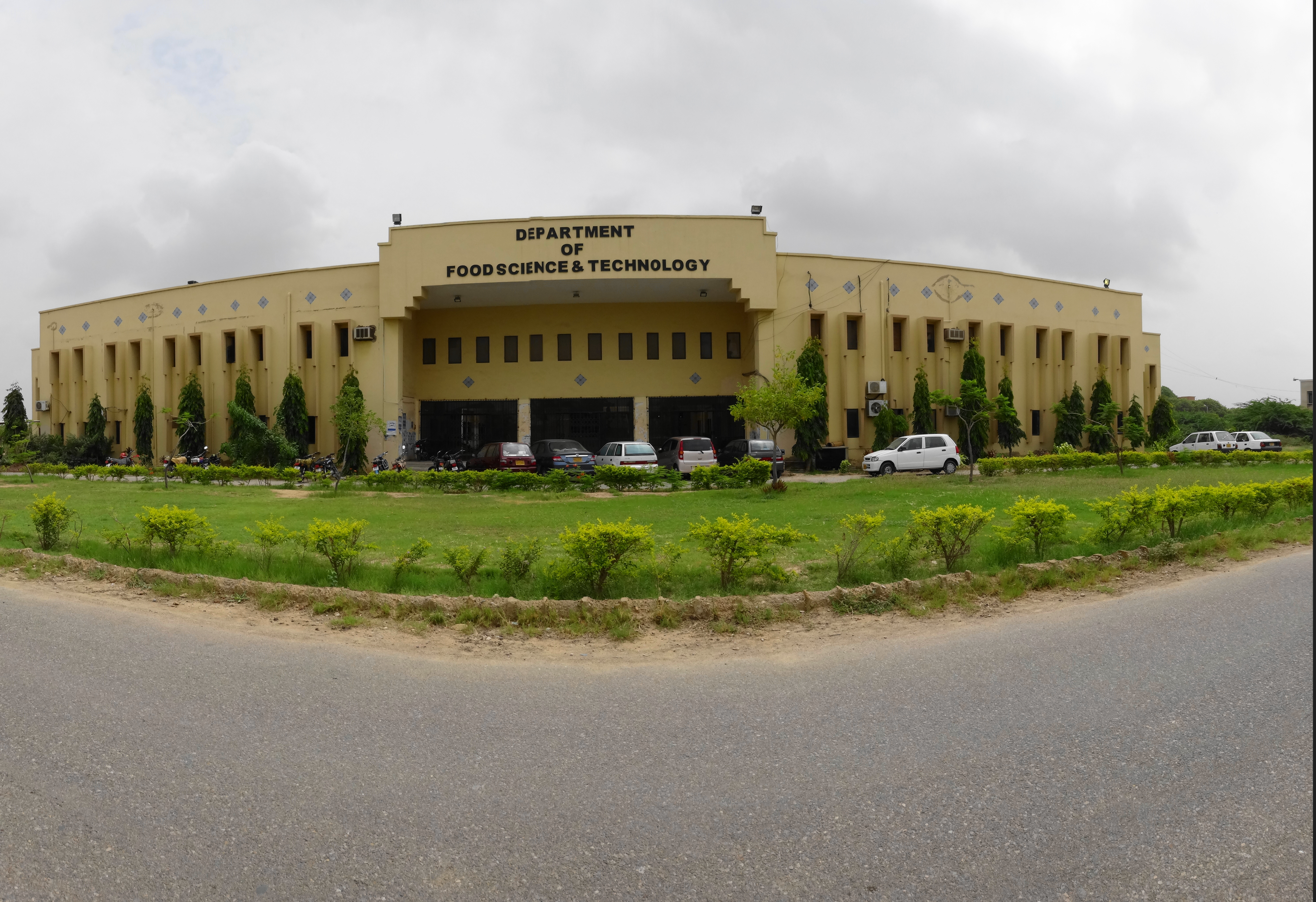
食品科学与技术系
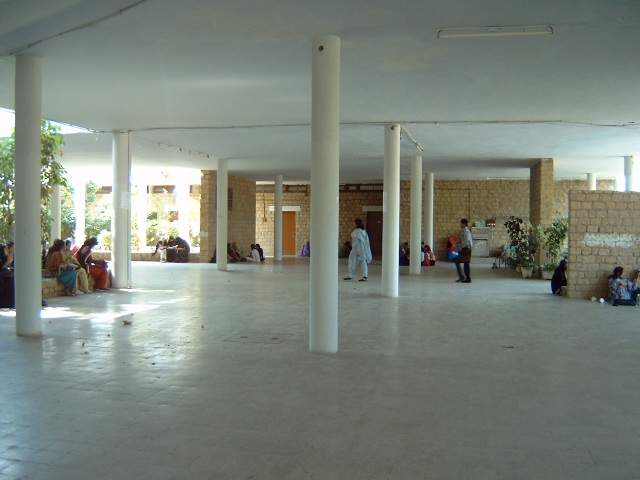
人文学院